# Werner Dubois
Karl Werner Dubois (né le 26 février 1913 à Wuppertal, mort le 22 octobre 1971 à Münster) est un SS-Oberscharführer ayant participé à l'Action T4, puis à la Shoah en tant que membre des camps de la mort de Bełżec et Sobibór. Il a été condamné lors du procès de Sobibór à une peine de trois ans d'emprisonnement.

## Biographie

### Jeunesse
Werner Dubois naît dans une famille protestante d'éditeurs de livres mais est élevé principalement par sa grand-mère en raison de l'infirmité de son père, gravement blessé au cours de la Première Guerre mondiale. Après avoir fréquenté une école primaire protestante, il apprend le métier de fabricant de pinceaux dans une école professionnelle. Après être arrivé sur le marché du travail au début de la Grande Dépression, il reste longtemps sans emploi, puis travaille dans l'agriculture à Francfort-sur-l'Oder au début des années 1930.
En 1934, Dubois rejoint la SA. Dans la foulée, il effectue sept mois de Reichsarbeitsdienst avant son service militaire dans les rangs de la Wehrmacht. Werner Dubois présente à cette occasion une appétence pour le domaine automobile et devient moniteur de conduite dans l'armée. Plus tard, il rejoindra le NSKK, un organisme paramilitaire nazi spécialisé dans le transport et la formation à la conduite et à la maintenance des moyens de transport (voitures, camions etc.).
Avec ces compétences, Dubois demande à intégrer la Leibstandarte Adolf Hitler, la garde personnelle du Führer, sans succès. En janvier 1937, il intègre le régiment « Brandebourg » de la SS-Totenkopfverbände, les SS « à tête de mort » qui se chargent de la gestion du système concentrationnaire nazi. Quatre mois plus tard, Werner Dubois est officiellement membre de la SS. Selon Chris Webb, avant le début de la guerre, il sert de chauffeur et de gardien dans le camp de concentration de Sachsenhausen.

### Seconde Guerre mondiale
Peu de temps avant le déclenchement de la Seconde Guerre mondiale, Werner Dubois est affecté à l'état-major de l'Aktion T4, un programme secret d'extermination des malades et handicapés mentaux. Il travaille notamment dans les « centres d'euthanasie » de Grafeneck et de Brandebourg-sur-la-Havel en tant que chauffeur des bus utilisés pour transporter les victimes. Il est ensuite transféré dans un établissement de Bernbourg, où il sert de « chauffeur » dans le crématorium. Selon Robert Kuwałek, Dubois exerça également la même fonction au centre d'Hadamar,. Comme il l'admet après la guerre, la participation de Werner Dubois à l'Aktion T4 l'a privé de toute barrière morale concernant les mises à mort massives auxquelles il prendra part plus tard.
À l'hiver 1941-42, Werner Dubois sert sur le front de l'Est, dans la région de Viazma, sous l'uniforme de l'organisation Todt. Officiellement, son travail consistait à soigner les soldats blessés, mais l'organisation Todt fut responsable tout au long de la guerre de la mise en place de la politique de travail forcé dans les régions occupées par le IIIe Reich,.
Comme beaucoup d'autres anciens participants de l'Aktion T4, Werner Dubois est transféré en Pologne occupée pour participer à l' extermination des Juifs. Au tournant des mois de mars et avril 1942, il rejoint l'état-major du camp de la mort de Bełżec,. Dubois est affecté dans la zone d'extermination, où se trouvent les chambres à gaz. Sa tâche principale est de superviser le kommando de prisonniers qui creuse les fosses communes servant à l'enterrement des corps. Au cours de cette période, il exécute fréquemment dans l'infirmerie du camp des prisonniers trop affaiblis pour travailler et supervise la fusillade des déportés trop faibles pour gagner les chambres à gaz, ou surnuméraires lorsque ces dernières sont déjà remplies. Parmi ses tâches figure également le convoyage vers Lublin des biens de valeurs saisis aux personnes mises à mort à Bełżec ainsi que la formation des trawnikis, des supplétifs ukrainiens aidant les Allemands dans leur entreprise génocidaire,. Malgré des tendances alcooliques attestées par son supérieur Karl Schluch (de), Werner Dubois est promu SS-Oberscharführer (équivalent au sergent-chef français) en mars 1943.

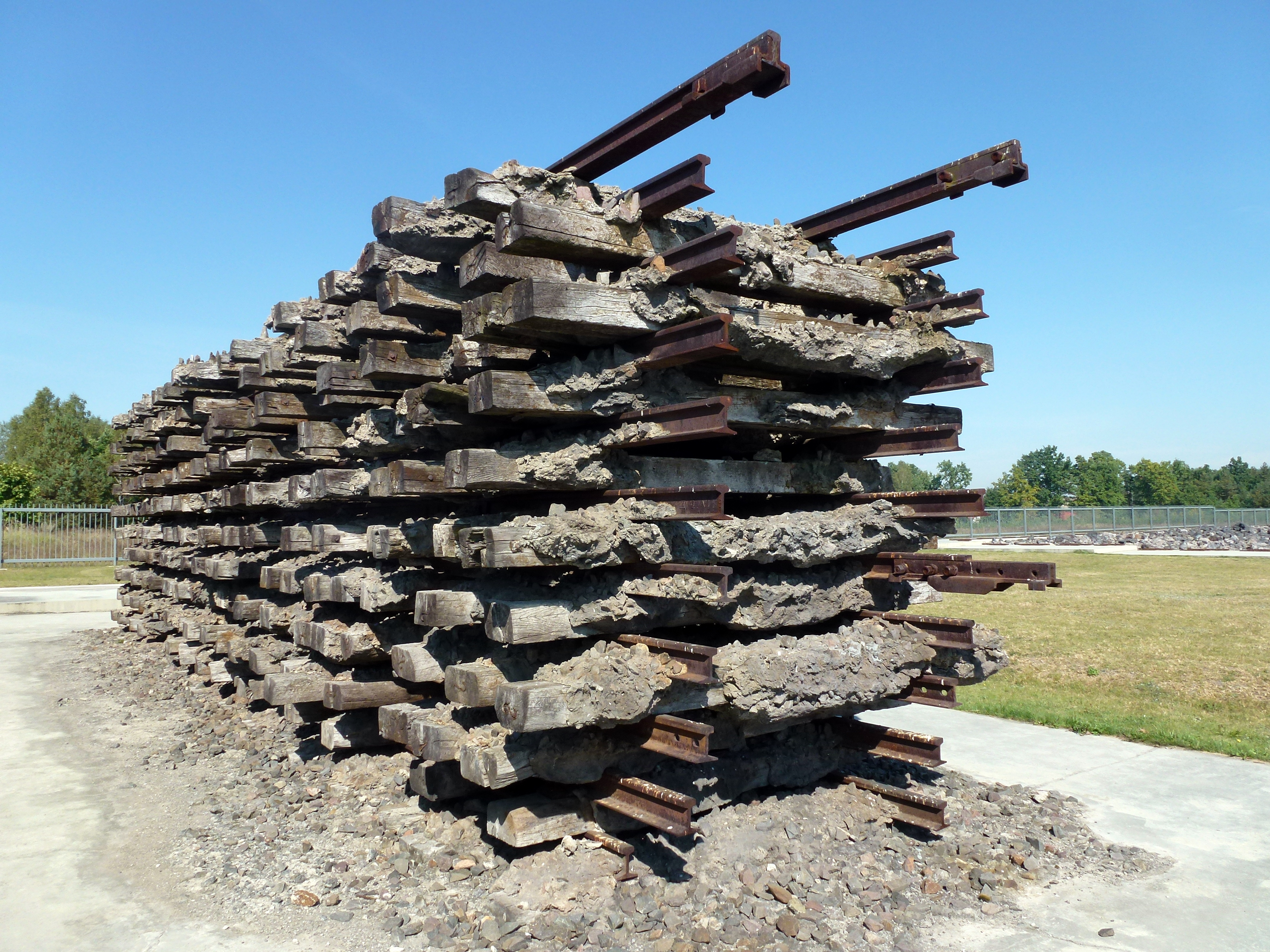
Monument reconstituant un bûcher à Bełżec.

À la fin de l'année 1942, les opérations d'extermination cessent à Bełżec et les responsables du camp reçoivent d'Himmler l'ordre de déterrer et de brûler les corps des 450 000 victimes. Dubois participe à ces opérations, ainsi qu'au démantèlement du camp, qu'il quitte au début de l'été 1943, comme les autres SS. Il est alors transféré au camp d'extermination de Sobibór. Entre autres tâches, Dubois est responsable de l'armurerie et du kommando forestier (Waldkommando), chargé du ramassage du bois de construction et de chauffage. Cela ne l'empêche pas d'être régulièrement présent à l'arrivée des déportés sur la rampe du camp et sur leur chemin vers les chambres à gaz, d'après les témoignages de survivants ou d'autres SS. Il commande également le 20 juillet 1943 un groupe chargé de traquer et d'exécuter des prisonniers ayant tenté une évasion collective.
Dans l'après-midi du 14 octobre 1943, une révolte éclate à Sobibór. À ce moment, Werner Dubois se trouve dans l'armurerie, qui est prise d'assaut par les révoltés. Il est grièvement blessé : plusieurs coups de hache et une balle dans le poumon. Dubois est sauvé par un dentiste juif, Szulim Bresler, qui lui procure les premiers soins avant qu'il ne soit emmené avec lui à l'hôpital de Chełm. Bresler ne revient jamais au camp : il est tué à Chelm par Karl Frenzel.
Werner Dubois est hospitalisé jusqu'en janvier 1944, puis est transféré au Sonderabteilung Einsatz R (de), une unité de SS composée de vétérans de l'Aktion Reinhard, chargée de poursuivre la Shoah dans la région de Trieste. Le détachement est directement subordonné à Odilo Globocnik, qui avait déjà été le cerveau de l'Holocauste en Pologne.

### Après-guerre
En mai 1945, Werner Dubois est fait prisonnier par les Américains et le reste jusqu'en décembre 1947. Après sa libération il s'installe à Schwelm pour travailler comme serrurier, son métier de formation, sans être inquiété.
Le passé de Dubois le rattrape toutefois au début des années 1960 et il fait partie des huit anciens SS jugés au procès de Bełżec, qui se déroule du 8 août 1963 au 21 janvier 1965 au tribunal de grande instance de Munich. Au cours des audiences, Dubois déclare d'abord avoir ignoré ce qu'il se passait réellement dans le camp, puis avoir agi sous la contrainte, n'ayant aucune possibilité de désobéir aux ordres de ses supérieurs ou d'obtenir un transfert de Bełżec. Ces arguments sont acceptés par le tribunal, qui l'acquitte en janvier 1964 de la charge de complicité pour 360 000 meurtres commis en réunion.
Peu de temps après, Werner Dubois est jugé à nouveau, cette fois lors du procès de Sobibór à partir de juin 1964, lors duquel il est accusé de complicité dans le meurtre de 43 000 personnes. À cette occasion, il ne nie pas avoir été présent lors des sélections sur la rampe de train du camp d'extermination, et explique ne pas avoir eu le courage de s'opposer aux ordres qui lui étaient donnés, invoquant toujours n'avoir eu aucune autre option. Malgré les témoignages à charge de survivants, les juges ont statué qu'il n'avait pas fait preuve de cruauté et d'initiative allant au-delà des ordres qui lui avaient été donnés. Sa responsabilité dans la liquidation en juillet 1943 des membres du kommando forestier qu'il avait sous ses ordres n'a notamment pas pu être prouvée, selon la cour. Par le jugement du tribunal régional de Hagen du 20 décembre 1966, Werner Dubois est reconnu coupable de complicité dans le meurtre d'au moins 15 000 personnes et condamné à trois ans de prison.
Après les avoir purgé, Werner Dubois retrouve la liberté. Il meurt le 22 octobre 1971 à Münster, âgé de 58 ans.